# Pałac Seteais
Pałac Seteais – klasycystyczny pałac położony w Sintrze, w Portugalii. Obecnie jest to luksusowy hotel, restauracja oraz atrakcja turystyczna, wchodząca w skład Krajobrazu Kulturowego Sintry, wpisanego na Listę światowego dziedzictwa UNESCO. Pałac został zbudowany dla holenderskiego konsula Daniela Gildemeestera.
Jest to obiekt chroniony jako Pomnik Narodowy.